# 유인나
유인나(劉寅娜, 1982년 6월 5일 ~ )는 대한민국의 배우이다.

## 학력
- 내정초등학교 (졸업)
- 내정중학교 (졸업)
- 수내고등학교 (졸업)
- 경원전문대학 비서과

## 생애

### 젊은 시절
유인나는 1982년 6월 5일 경기도 성남시에서 2녀 중 막내로 태어났다. 성남 내정초등학교, 내정중학교, 수내고등학교, 경원전문대학 비서과를 졸업했다.
어린 시절부터 노래 부르는 것을 좋아해서 고등학교 때였던 1998년에는 밴드부의 보컬로 활동하기도 하였다. 가수의 꿈을 위해 고등학교 1학년 때부터 오랜 기간 동안 여러 기획사를 거치면서 연습생 생활을 하였다. 2006년에는 영화 《아랑》에 단역으로 출연하여(영화에서는 통편집) 무명으로서 연기 데뷔를 하였으며 2007년에는 코미디TV의 《애완남 키우기 나는 펫》 시즌 1에 주인공인 청미의 여자 후배로 몇 차례 출연하기도 하였다. YG 엔터테인먼트는 2006년 평소 안면이 있었던 그룹 1TYM의 멤버 송백경의 소개로 오디션을 보고 연기자 연습생을 통해 들어가게 되었다.

### 데뷔 이후
2009년 MBC 시트콤 《지붕뚫고 하이킥!》으로 정식 데뷔하였다. 이 작품으로 큰 인기를 얻으면서 자신의 이름을 대중들에게 알리기 시작했다. 이후 드라마 《버디버디》에 캐스팅되었고 2010년에는 SBS 예능프로그램 《영웅호걸》과 SBS 드라마 《시크릿 가든》에도 출연하였다. 특히 《시크릿 가든》은 시청률 30%가 넘는 큰 인기를 끌었다. 2011년에는 그룹 허밍 어반 스테레오의 '넌 그날'이라는 노래에 객원 보컬로 참여하면서 가수로서의 영역에도 도전하였으며, SBS 연예 정보 프로그램인 《한밤의 TV연예》의 MC에도 발탁되었다. 유인나는 드라마 《시크릿 가든》에서의 인상깊은 조연 연기로 2011년 5월에 열린 백상예술대상에서 TV부문 여자 신인연기상을 수상하기도 하였다. 이후 라디오 프로그램 《유인나의 볼륨을 높여요》의 진행까지 맡으면서 활동영역을 더욱 넓혔다. 2012년에는 tvN 드라마 《인현왕후의 남자》, 2013년에는 KBS 드라마 《최고다 이순신》과 SBS 드라마 《별에서 온 그대》에 출연하였고 이 작품들 모두 30%가 넘는 시청률을 기록하며 시청자들에게 큰 사랑을 받았다. 2016년에는 tvN 드라마《쓸쓸하고 찬란하神 - 도깨비》에 출연하였다.

## 연기 활동

### 드라마
| 연도     | 방송사               | 제목                           | 역할               | 비고            |
| -------- | -------------------- | ------------------------------ | ------------------ | --------------- |
| 2009     | MBC                  | 《지붕뚫고 하이킥!》           | 유인나             | 126부작         |
| 2010     | MBC                  | 《지붕뚫고 하이킥!》           | 유인나             | 126부작         |
| SBS      | 《시크릿 가든》      | 임아영                         | 20부작             |                 |
| SBS      | 《시크릿 가든》      | 임아영                         | 20부작             | 2011            |
| tvN      | 《버디버디》         | 이공숙                         | 24부작             |                 |
| MBC      | 《최고의 사랑》      | 강세리                         | 16부작             |                 |
| 2012     | tvN                  | 《인현왕후의 남자》            | 최희진             | 16부작          |
| 2013     | KBS2                 | 《최고다 이순신》              | 이유신             | 50부작          |
| 2013     | tvN                  | 《감자별 2013QR3》             | 도상의 이웃집 주민 | 특별출연        |
| 2013     | SBS                  | 《별에서 온 그대》             | 유세미             | 21부작          |
| 2014     | SBS                  | 《별에서 온 그대》             | 유세미             | 21부작          |
| tvN      | 《마이 시크릿 호텔》 | 남상효                         | 16부작             |                 |
| tvN      | 2015                 | 《풍선껌》                     | 라디오DJ           | 목소리 특별출연 |
| 웹드라마 | 2015                 | 《시크릿 메세지》              | 에이미             | 18부작          |
| 2016     | MBC                  | 《한 번 더 해피엔딩》          | 고동미             | 16부작          |
| 2016     | tvN                  | 《쓸쓸하고 찬란하神 - 도깨비》 | 써니/김선          | 16부작          |
| 2017     | tvN                  | 《쓸쓸하고 찬란하神 - 도깨비》 | 써니/김선          | 16부작          |
| 2018     | tvN                  | 《톱스타 유백이》              | 라디오 DJ          | 11부작          |
| 2019     | tvN                  | 《진심이 닿다》                | 오진심/오윤서      | 16부작          |
| 2020     | MBC                  | 《나를 사랑한 스파이》         | 강아름             | 16부작          |
| 2021     | JTBC                 | 《설강화 : snowdrop》          | 강청야             | 20부작          |
| 2023     | ENA                  | 《보라! 데보라》               | 데보라 / 연보라    | 14부작          |

### 영화
| 연도 | 제목                      | 역할         | 비고          |
| ---- | ------------------------- | ------------ | ------------- |
| 2010 | 《페어 러브》             | 진희         |               |
| 2011 | 《초대받지 못한 손님》    | ID 그냥 커피 | 스마트폰 영화 |
| 2011 | 《마이 블랙 미니드레스》  | 민희         |               |
| 2012 | 《러브 픽션》             | 수정         |               |
| 2014 | 《웨딩 다이어리》         | 저우메이리   |               |
| 2020 | 《미스터 주: 사라진 VIP》 | 판다         |               |
| 2021 | 《새해전야》              | 효영         |               |

### 애니메이션 (성우)
| 연도 | 작품명        | 방송 채널 | 역할                |
| ---- | ------------- | --------- | ------------------- |
| 2015 | 아이 엠 스타! | 투니버스  | 미르(나츠키 미쿠루) |

### 뮤직비디오
| 연도 | 가수명   | 곡명            |
| ---- | -------- | --------------- |
| 2010 | 브라이언 | In My Head      |
| 2010 | 빅뱅     | Tell Me Goodbye |

## 방송

### 텔레비전
| 연도      | 방송사     | 제목                                    | 역할     | 비고     |
| --------- | ---------- | --------------------------------------- | -------- | -------- |
| 2007      | 코미디 TV  | 《애완남 키우기 나는 펫 시즌 1》        | 특별출연 |          |
| 2010~2011 | SBS        | 《일요일이 좋다 - 영웅호걸》            | 고정     |          |
| 2011~2012 | SBS        | 《한밤의 TV연예》                       | 진행     |          |
| 2012~2014 | tvN        | 《리틀빅 히어로》                       | 내레이션 |          |
| 2013      | KBS1       | 《K-SORI 악동》                         | 내레이션 |          |
| 2014      | MBC        | 《휴먼다큐 사랑 - 꽃보다 듬직이》       | 내레이션 |          |
| 2014      | MBC        | 《MBC 스페셜 632회 - 내 나이가 어때서》 | 내레이션 |          |
| 2014      | On Style   | 《겟잇뷰티 2014》                       | 진행     |          |
| 2015      | KBS2       | 《미녀와 야수 2015》                    | 내레이션 |          |
| 2015      | SBS Plus   | 《패션왕 비밀의 상자 2015》             | 고정     |          |
| 2017      | KBS1       | 《KBS 스페셜》 땐뽀걸즈                 | 내레이션 |          |
| 2018      | tvN        | 《선다방》                              | 고정     |          |
| 2018      | tvN        | 《선다방 가을겨울 편》                  | 고정     |          |
| 2019      | MBC        | 《같이 펀딩》                           | 고정     |          |
| 2022      | 쿠팡플레이 | 《체인리액션》                          | 진행     |          |
| 2022      | TV조선     | 《아바드림》                            | 고정     | 드림캐처 |
| 2023      | MBC        | 《전지적 참견 시점》                    | 게스트   |          |
| 2024      | JTBC       | 신년 다큐 《렘베 미지의 바다》          | 내레이션 |          |
| 2024      | 채널A      | 《탐정들의 영업비밀》                   | 진행     |          |
| 2024      | SBS        | 《신들린 연애》                         | 진행     |          |

### 라디오
| 연도                               | 방송사   | 제목                       | 비고    |
| ---------------------------------- | -------- | -------------------------- | ------- |
| 2011년 11월 7일 ~ 2016년 5월 8일   | KBS 쿨FM | 《유인나의 볼륨을 높여요》 |         |
| 2020년 12월 16일, 2020년 12월 19일 | KBS 쿨FM | 《가요광장》               | 일일 DJ |

## 광고
- 2010년 맥심 커피 '티오피 (T.O.P)' CF 모델
- 2011년 니콘이미징코리아 '니콘 카메라' 모델 (With YG 패밀리)
- 2011년 한국P&G 면도기 '질레트 퓨전' 모델
- 2011년 인터넷 쇼핑몰 'G마켓' 전속 모델
- 2011년 롯데주류 '청하' CF 모델
- 2014년 '미즈온' 전속 모델
- 2015년 '요기요' CF 모델 (With YG 패밀리)
- 2019년 '삼성증권' CF 모델
- 2022년 'NH농협손해보험' CF 모델

## 음반
- 2011년 허밍 어반 스테레오 디지털 싱글 '넌 그날' 피처링
- 2011년 마이 블랙 미니드레스 OST '마.블.미 (마이 블랙 미니드레스)'

## 수상 및 후보
| 연도 | 시상식                          | 부문                                  | 작품                       | 결과 | 출처   |
| ---- | ------------------------------- | ------------------------------------- | -------------------------- | ---- | ------ |
| 2010 | SBS 연예대상                    | 베스트 팀워크상                       | 영웅호걸                   | 수상 | [ 11 ] |
| 2011 | 제1회 올레 롯데 스마트폰 영화제 | 특별상                                | 빈칸                       | 수상 |        |
| 2011 | 제47회 백상예술대상             | TV부문 여자 신인연기상                | 시크릿 가든                | 수상 | [ 8 ]  |
| 2011 | SBS 연예대상                    | 버라이어티부문 베스트 엔터테이너상    | 빈칸                       | 수상 |        |
| 2012 | 제1회 K-드라마 스타 어워즈      | 라이징스타상                          | 인현왕후의 남자            | 수상 |        |
| 2013 | 제8회 아시아모델상시상식        | 인기스타상                            | 빈칸                       | 수상 |        |
| 2014 | KBS 연예대상                    | 라디오 DJ상                           | 유인나의 볼륨을 높여요     | 수상 |        |
| 2017 | 제5회 드라마피버 어워즈         | 여우조연상                            | 쓸쓸하고 찬란하神 - 도깨비 | 수상 | [ 12 ] |
| 2018 | 제13회 숨피 어워즈              | 최우수조연상 여자부문                 | 쓸쓸하고 찬란하神 - 도깨비 | 수상 | [ 13 ] |
| 2019 | 제12회 코리아 드라마 어워즈     | 여자 우수연기상                       | 진심이 닿다                | 후보 |        |
| 2020 | MBC 연기대상                    | 수목 미니시리즈부문 여자 최우수연기상 | 나를 사랑한 스파이         | 후보 |        |

### 내용주
1. ↑  여기에는 데뷔 전부터 지속되어온 원타임의 멤버인 오진환과의 친분도 작용하였다.

### 참조주
1. 1 2  유인나│My name is..., 위근우, 10 아시아, 2009년 12월 22일
2. ↑  유인나 “과거 사진, 10년 무명 생활 비하면 아무것도 아냐” (인터뷰①), 김지윤, 뉴스엔, 2010년 1월 11일
3. ↑  유인나, 신인 시절 ‘버텨라. 이 년아’란 선배 격려에 왈칵, 권수빈, 뉴스엔, 2011년 1월 2일
4. ↑  유인나, 나도 이런 여자 친구가 있었으면 좋겠다, 위근우, 10 아시아, 2009년 12월 22일
5. ↑  인터뷰 유인나 "'국민 친구' 애칭, 너무 행복해요", 모신정, 한국일보, 2011년 4월 2일
6. ↑  유인나, 깜짝 가수 데뷔…허밍어반스테레오 객원 보컬, 장진리, 조이뉴스24, 2011년 2월 8일
7. ↑  유인나, 송지효 이어 '한밤의 TV연예' 안방마님 발탁, 김표향, 스포츠조선, 2011년 2월 20일
8. 1 2  유인나, 백상예술대상 신인상 수상에 '덜덜'.."세상에!", 최나영, OSEN, 2011년 5월 26일[깨진 링크(과거 내용 찾기)]
9. ↑  최강희, 심야 DJ行...유인나 '볼륨' DJ 투입, 김수진, 스타뉴스, 2011년 10월 17일
10. ↑  아이엠스타 3,4기에서는 전해리]
11. ↑  SBS연예대상 '영웅호걸' 베스트 팀워크상…"예쁜 애들은 맘도 예뻐", 서은혜, TV리포트, 2010년 12월 30일
12. ↑  “유인나, 美 드라마 피버 어워즈 여우조연상 수상 [공식]”. 《스포츠동아》. 2017년 4월 27일.
13. ↑  “13th Annual Soompi Awards: The Winners”. 《Soompi》. 2018년 4월 16일. 2018년 4월 23일에 원본 문서에서 보존된 문서. 2019년 9월 25일에 확인함.